# 艾瑞亞·米亞·洛貝爾蒂
艾瑞亞·米亞·洛貝爾蒂（英語：Aria Mia Loberti，1994年—），是一位美國學者和女演員，將會在2023年Netflix電視劇《呼喚奇蹟的光》中飾演女主角瑪麗-洛爾·勒布朗，是其首次以及目前唯一一次參與戲劇演出。

## 生平
洛貝爾蒂於羅德島州強斯頓出生和長大。她自幼失明，小學時因當時的課程未有照顧失明人士的需要令她難以學習，亦曾多次轉校。洛貝爾蒂於2016年考入羅德島大學，三主修哲學、傳播學和政治學、雙副修古希臘語和修辭學，並在2020年以最優等的成績畢業。她隨後獲得富布賴特獎學金前往英國倫敦大學皇家霍洛威學院攻讀古典修辭學碩士，並在2021年開始在賓夕法尼亞州立大學攻讀博士學位。
2021年，改編自安東尼·杜爾曾奪得普立茲獎的小說《呼喚奇蹟的光》的同名電視劇開始演員遴選。由於洛貝爾蒂是原著小說的書迷，因此她的中學老師建議她去參與參與試鏡。她雖然此前未曾接受過任何戲劇訓練，但意外從過千名參加者中脱穎而出，將會飾演女主角瑪麗-洛爾·勒布朗（Marie-Laure LeBlanc）一角，是其首次以及目前唯一一次參與戲劇演出。

## 作品列表
| 年份 | 標題         | 角色                 | 備註 |
| ---- | ------------ | -------------------- | ---- |
| 2023 | 呼喚奇蹟的光 | 瑪麗-洛爾·勒布朗（Marie-Laure LeBlanc） | 主演 |